# Кинематическая пара

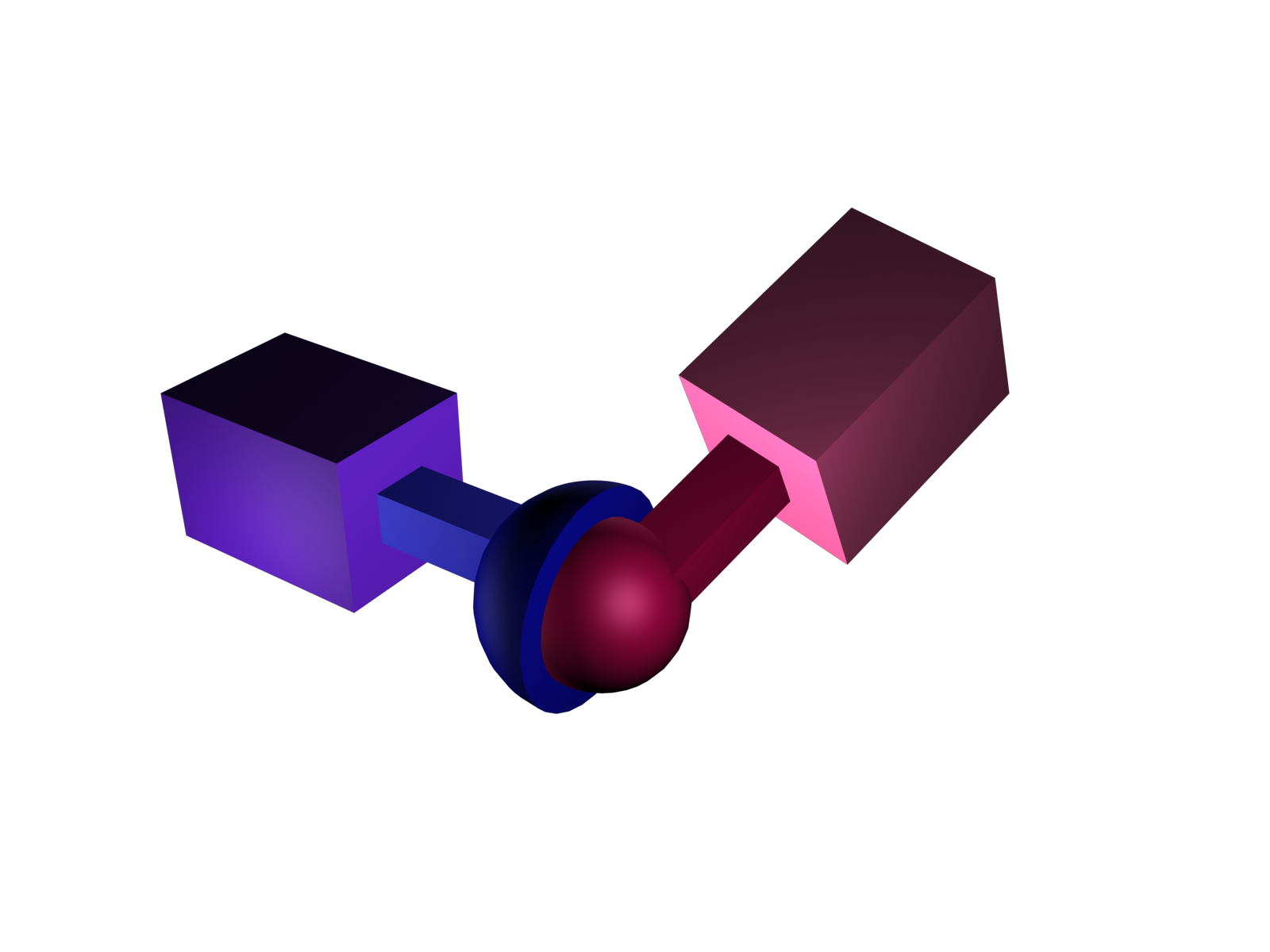
Шаровой шарнир

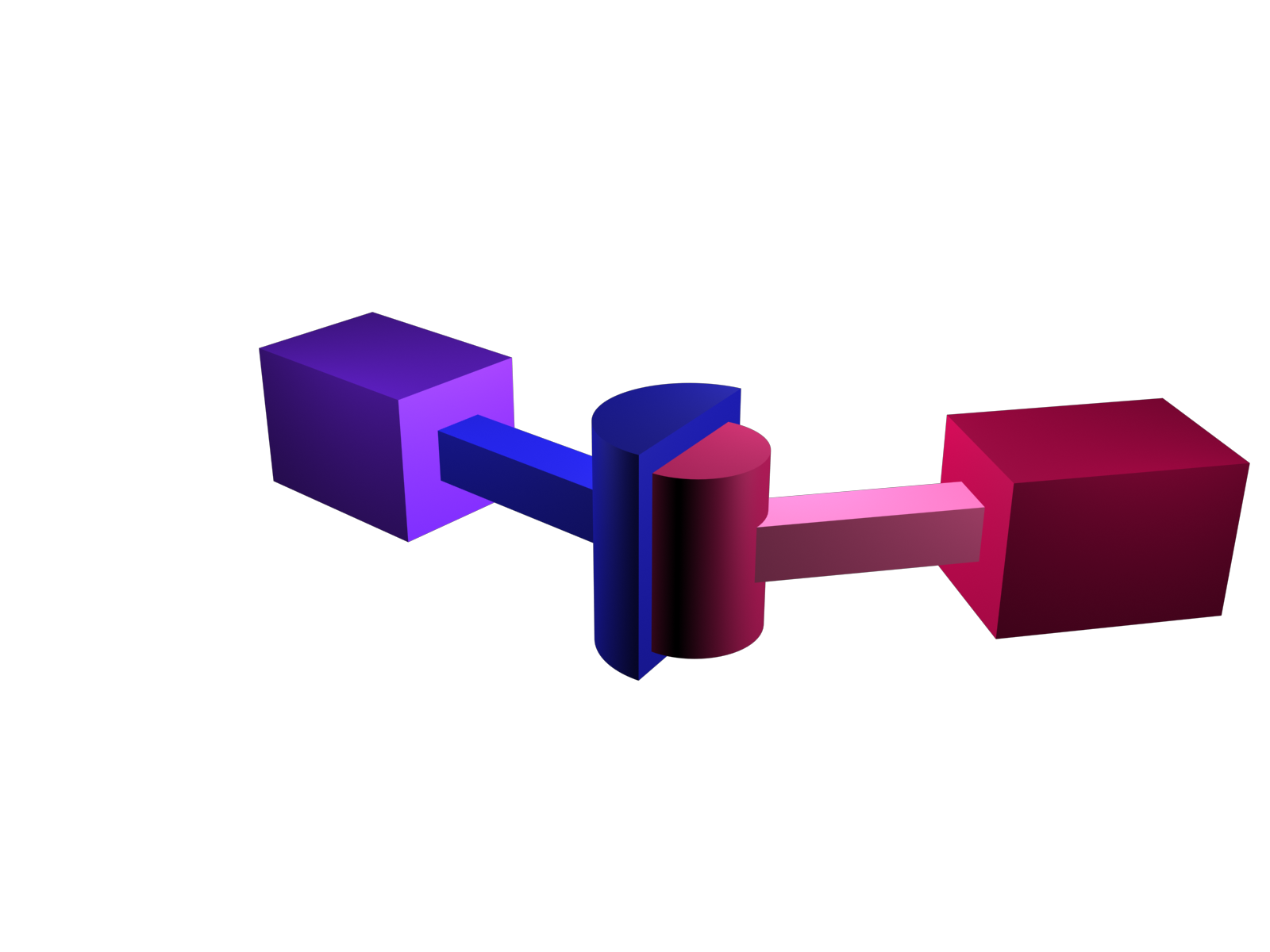
Цилиндрический шарнир (шарнирная петля)

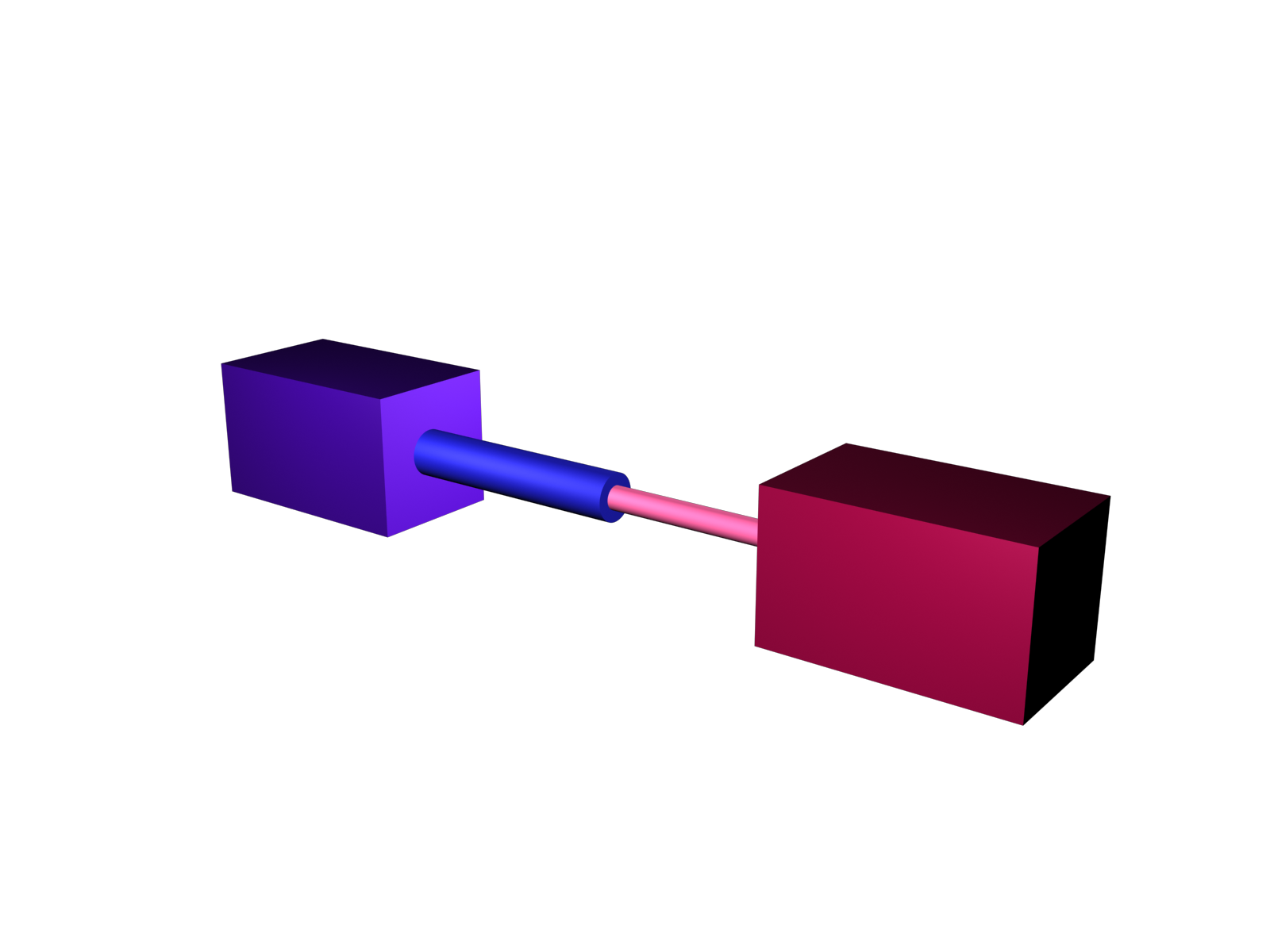
Скользящее (поршневое) соединение

Кинематическая пара (от англ. kinematic pair) — это соединение двух кинематических звеньев, обеспечивающее их относительное движение. Для всех кинематических пар необходим постоянный контакт между их элементами, это достигается либо с помощью определённых усилий, либо приданием элементам определённой геометрической формы. К кинематическим парам относятся: Карданная передача, Шарнир.

## Классификация
- По числу связей (условий связи) на относительное движение:
  - от одной до пяти связей.

- По числу подвижностей в относительном движении звеньев:
  - одноподвижные (поступательные, вращательные, винтовые);
  - двухподвижные (кулачок-толкатель, зуб-зуб);
  - трехподвижные (сферические);
  - четырёхподвижные (цилиндр-плоскость);
  - пятиподвижные (шар-плоскость).

Это связано со степенями свободы, которых для материального тела всего шесть; исключая (связывая) по одной, мы получаем пять вариантов связей.
- По характеру соприкосновения между звеньями, виду места контакта (места связи) поверхностей звеньев:
  - высшие (контакт по точке или линии);
  - низшие (контакт по поверхности).

- По характеру относительного движения:
  - вращательные;
  - поступательные;
  - цилиндрические;
  - сферические;
  - винтовые;
  - плоские.